# Дравидски језици
Дравидски језици су језичка породица раширена у јужној Азији и деловима источне и централне Индије, као и у Шри Ланки, малим регионима у југозападном Пакистану, јужном Авганистану, Непалу, Бангладешу и Бутану, и у прекоморским земљама као што су Малезија, Филипини, Индонезија и Сингапур. Дравидски језици са највећим бројем говорника су телушки, тамилски, канадски и малајаламски. Исто тако постоје мале групе урођеничких племена која говоре дравидске језике, а која живе изван области у којима се превасходно говори дравидским језицима, као што су Куруси у Источној Индији и Гонџи у Централној Индији. Дравидске језике говори преко 215 милиона људи у Индији, Пакистану и Шри Ланци. По томе су дравидски језици шеста највећа језичка породица на свету. Иако ови језици нису рођаци индо-аријских језика северне Индије, они су са њима разменили многе типске особине. Дравидски језици су нарочито много речи преузели из санскрита, класичног језика хиндуизма.
Мада поједини научници тврде да су дравидски језици донети у Индију миграцијама у четвртом или трећем миленијуму п. н. е., или чак раније, дравидски језици се не могу лако повезати са било којом другим језичком фамилијом, и могуће је да су они аутохтони за Индију.

## Историја
Најстарија историја дравидских језика је мало позната. Није јасно да ли су ови језици или језици првобитних становника Индије или су овамо дошли са стране. Неки лингвисти сматрају да дравидски језици потичу са планина источног Ирана, одакле су се око 3500. године п. н. е. почели ширити ка југоистоку, док нису стигли до крајњег југа Индије у периоду 600-400. године п. н. е. По овој теорији дравидски језици су сродни са еламским језиком и уралским језицима који су се у прошлости користили у Ирану. Анализа протодравидског језика указује на тропску Индију као колевку ових језика. У овом речнику присутне су речи: кокос, тигар, слон. Са друге стране, не постоје речи које описују животиње: лава, камилу, носорога, или појмове снег и лед.
Са сигурношћу се зна да су дравидски језици употребљавани у Индији пре доласка индоаријанских језика (1500-1000. година п. н. е). Сино-тибетски језици, мунда језици и дравидски језици дакле чине три најстарије језичке породице Индије. Поједини дравидски језици северне Индије и Пакистана су остатак некадашњег ширег подручја у коме су били распрострањени ови језици.
Први писани споменик дравидских језика је тамилски запис из времена краља Ашоке 254. године п. н. е. Први запис језика канада потиче из средине 5. века нове ере, први запис језика телугу из 620, а језика малајалам из 830. Сва четири језика су у периоду од 100 до 200 година од првог писаног споменика развила свој књижевни језик. Поред писане књижевности, ови језици имају и богату традицију усменог преношења.

## Распрострањеност
Главно језгро говорника дравидских језика је југ Индије, док се на северу овог потконтинента користе индоаријевски језици. Расута острва говорника дравидских језика постоје и на северу, све до Пакистана. Језици телугу, тамилски, малајалам и канада припадају групи од 22 званична језика Индије, а сваки од њих је доминантан у једној од јужних индијских држава. Тамилски језик говори 66 милиона људи у југоисточној индијској држави Тамил Наду и око 3 милиона на Сри Ланки, где су тамилски и синхалешки језик званични језици. Тамилски језик је сачувао првобитне особине дравидских језика у најчистијем облику. Дравидски језик са највише говорника је телугу (74 милиона). Он се говори у држави Андра Прадеш на источној обали Индије. Малајалам се користи на југозападној обали, у држави Керала, и њега говори 33 милиона људи. Он је врло близак тамилском, од кога се диференцирао између 9. и 13. века. Језик канада се користи у држави Карнатака, где је матерњи за 38 милиона, а још га користи 10 милиона људи.
У државама Керала и Карнатака живи 2 милиона говорника језика тулу. У залеђу Карнатаке постоји 120.000 говорника језика кодава који је тек отскора добио писани облик. Око 250.000 људи у планинама између Керале и Тамил Надуа говори језик бадага, а 200.000 говори језик ирула.
У ширем подручју централне Индије 2,6 милиона људи се служе језиком гонди. Још северније, све до Бангладеша и Непала, наилазимо на 2 милиона говорника језика курук. Најзад, у Белуџистану, у пограничној области Пакистана и Авганистана, живи 2,2 милиона говорника језика брахуји.
Услед миграција, дравидски језици су данас присутни у Сингапуру, Малезији, Јужној Африци, Маурицијусу и Фиџију. У Сингапуру, тамилски је један од четири званична језика.

## Особине
Дравидски језици припадају групи аглутинативних језика. На речи се додају суфикси од којих сваки има додатно значење. У дравидским језицима постоје две основне групе речи: именске речи и глаголи. Постоје и непроменљиве речи које имају функцију придева и прилога. Језичко-историјски, ове речи се сматрају „дефектним“ именицама и глаголима. Именице се деле на личне (људи и богови) и безличне (све остале именице). Јужни дравидски језици даље деле личне именице на мушке и женске. Савремени дравидски језици користе два падежа: номинатив и обликус. Честа је творба речи спајањем две или три именице. Глаголи добијају посебне суфиксе који означавају време и начин.
Ред речи у дравидским језицима је: субјекат-објекат-глагол. Субјекат стоји на првом месту у реченици, а могу му претходити само одредбе за време и место. Глагол долази на крај реченице.
Четири најважнија дравидска језика за писање користе своје варијанте индијског писма. Све су се оне развиле из брами писма које је настало у 3. веку п. н. е.